# سرودخوان کاسین
سرودخوان کاسین(نام علمی: Vireo cassinii) نام یک گونه از سرده سرودخوان است.